# Макаровка (Хабаровский край)
Мака́ровка — село в Николаевском районе Хабаровского края. Входит в состав Пуирского сельского поселения. Расположено на берегу Амурского лимана.

## Население
| 1926 | 2002 | 2010 | 2011 | 2012 | 2021 |
| ---- | ---- | ---- | ---- | ---- | ---- |
| 240  | ↘25  | ↘7   | →7   | ↘6   | ↘2   |